# Rosa omeiensis
Rosa omeiensis es una especie de planta del género Rosa, de la familia Rosaceae.

## Taxonomía
Rosa omeiensis fue descrita por Rolfe en 1912.

## Distribución
Se encuentra en el territorio este del Himalaya hasta China.